# James Graham (sceneggiatore)
James Graham (Mansfield, 8 luglio 1982) è uno sceneggiatore, drammaturgo e librettista britannico.

## Biografia
Dopo la laurea all'Università di Hull ha fatto il suo debutto come drammaturgo nel 2005, con la pièce Albert's Boy in scena al Finborough Theatre di Londra. Nello stesso teatro presentò le sue tre opero successive, Eden's Empire (2006), Little Madam (2007) e Sons of York (2008). Nel 2012 il Royal National Theatre gli commissionò un nuovo dramma, che debuttò nello stesso anno nella sala Olivier del teatro: This House si rivelò un grande successo di critica e pubblico, fu candidato al Laurence Olivier Award alla migliore nuova opera teatrale e fu riproposto sulle scene londinesi nel 2016, dove replicò per due anni nel West End e in una tournée britannica.
Nel 2014 firmò il libretto del musical Finding Neverland, tratto dall'omonimo film con Johnny Depp, che rimase in scena a Broadway per oltre 560 rappresentazioni. Nel 2015 fece il suo debutto cinematografico in veste di sceneggiatore con il film X+Y e nello stesso anno il suo dramma The Vote, sulle elezioni generali nel Regno Unito del 2015, andò in scena alla Donmar Warehouse con un prestigioso cast che comprendeva Judi Dench e Kit Harington. Nel 2017 la sua pièce Ink, sulla figura di Rupert Murdoch, ottenne un grande successo a Londra e nel 2019 fu riproposta a Broadway, dove ottenne una nomination al Tony Award alla migliore opera teatrale. Nel 2021 il suo dramma Best of Enemies ha avuto la sua prima al Young Vic e l'anno successivo ha ricevuto una nomination al Laurence Olivier Award alla migliore nuova opera teatrale. Nel 2024 la sua commedia Dear England ha vinto il Premio Laurence Olivier per la migliore nuova opera teatrale.

## Filmografia parziale

### Sceneggiatore

#### Cinema
- X+Y, regia di Morgan Matthews (2014)

#### Televisione
- Diario di una squillo perbene (Secret Diary of a Call Girl) - serie TV, 1 episodio (2011)
- Brexit: The Uncivil War, regia di Toby Haynes - film TV (2019)
- Quiz - miniserie TV (2020)

## Teatro
- Albert's Boy (2005)
- Eden's Empire (2006)
- Little Madam (2007)
- Sons of York (2008)
- Tory Boyz (2008)
- A History of Falling Things (2009)
- The Whisky Taster (2010)
- The Man (2010)
- Basset (2010)
- Sixty Six Books (2011)
- This House (2012)
- Privacy (2014)
- The Angry Brigade (2014)
- The Vote (2015)
- Finding Neverland (2014), colonna sonora di Scott Frankel e Michael Korie
- Monster Raving Loony (2016)
- Ink (2017)
- Labour of Love (2017)
- Quiz (2017)
- Best of Enemies (2021)
- Dear England (2023)